# Cantone di Saint-Martin-en-Bresse
Il Cantone di Saint-Martin-en-Bresse era una divisione amministrativa dell'arrondissement di Chalon-sur-Saône.
È stato soppresso a seguito della riforma complessiva dei cantoni del 2014, che è entrata in vigore con le elezioni dipartimentali del 2015.
Comprendeva i comuni di:
- Allériot
- Bey
- Damerey
- Guerfand
- Montcoy
- Saint-Didier-en-Bresse
- Saint-Martin-en-Bresse
- Saint-Maurice-en-Rivière
- Villegaudin